# Ayumu Gorōmaru
Ayumu Gorōmaru (japanisch 五郎丸 歩 Gorōmaru Ayumu; * 1. März 1986 in Fukuoka, Japan) ist ein japanischer Rugby-Union-Spieler.

## Karriere
Gorōmaru bestritt am 16. April 2005 sein erstes Länderspiel für Japan mit 19 Jahren. Für die Rugby-Weltmeisterschaft 2007 und 2011 wurde er nicht für die Nationalmannschaft nominiert. Erst durch den Trainer Eddie Jones wurde Gorōmaru zum Stammspieler der japanischen Rugby-Union-Nationalmannschaft. Bei der ersten Begegnung der Rugby-Weltmeisterschaft 2015 gewann Japan überraschend als Außenseiter gegen Südafrika mit 34:32, Gorōmaru erzielte bei der Begegnung 24 Punkte. Am Ende des Turnieres hatte Goromaru insgesamt 58 Punkte erzielt.
In der Saison 2016 spielte er für die Queensland Reds, nach der Saison wechselte er nach Frankreich zu Toulon.